# Kostel svatého Jiří (Ořechov)
Kostel svatého Jiří je římskokatolický chrám v obci Ořechov v okrese Brno-venkov. Je chráněn jako kulturní památka České republiky. Je farním kostelem ořechovské farnosti u svatého Jiří. Bohoslužba s nedělní platností je sloužena v sobotu v 18 hodin.

## Historie
První písemná zmínka o kostele v tehdejších Tikovicích pochází z roku 1325. Současnou podobu dostal chrám v letech 1720–1725, kdy byl barokně přestavěn Mořicem Grimmem. Jedná se o jednolodní kostel s rovně ukončeným kněžištěm a hranolovou věží v západním průčelí. Při jižní stěně chrámu byla vybudována sakristie s oratoří v patře.
Kolem kostela se do poloviny 19. století nacházel hřbitov.
Kostel stojí na kopci, až do roku 1820 byl obehnán zdí a příkopem. U kazatelny je náhrobní kámen rytíře Jakuba Janošiče (zemřel roku 1623), pod kostelem se nacházejí tři hrobky. Věž bývala původně nad sakristií, po barokní přestavbě stojí nad hlavním vchodem..